# Nina Półtorak

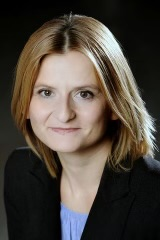
Nina Półtorak (2024)

Nina Półtorak (* 1971 in Polen) ist eine polnische Rechtswissenschaftlerin und Hochschullehrerin. Sie ist Richterin am Gericht der Europäischen Union.

## Leben und Wirken
Półtorak studierte Rechtswissenschaften an der Jagiellonen-Universität in Krakau, wo sie 1995 ihren Abschluss machte. 2001 wurde sie dort zu Dr. iur. promoviert. Bereits 2000 war sie zur polnischen Rechtsanwaltschaft zugelassen und praktizierte seitdem bis 2012 als Rechtsberaterin für polnisches und europäisches Recht in mehreren Anwaltskanzleien und trat auch vor Gericht auf. Nebenbei war sie in der Lehre tätig, zunächst als Lehrbeauftragte und ab 2003 als beigeordnete Professorin für das Recht der Europäischen Union an der Jagiellonen-Universität. 2011 habilitierte sie sich in Krakau für Rechtswissenschaften und ist dort seit 2013 ordentliche Professorin für das Recht der Europäischen Union. 2012 wurde sie zur Richterin am Woiwodschaftsverwaltungsgericht Krakau ernannt, zwei Jahre später folgte eine Abordnung an das Oberste Verwaltungsgericht Polens. Dort leitete sie bis 2016 die Abteilung Europarecht.
2016 wurde Półtorak zur Richterin am Gericht der Europäischen Union gewählt und dort am 13. April 2016 zur Richterin ernannt.